# كندور كاليفورنيا
كندور كاليفورنيا أو الكندور الكاليفورني (الاسم العلمي: Gymnogyps californianus) هو نسر من نسور العالم الجديد وأكبر طائر قادر على الطيران في قارة أمريكا الشمالية. يقطن هذا الكندور شمال ولاية أريزونا وجنوب يوتا متضمِّنتين منطقة الوادي العظيم ومتنزه صهيون الوطني، بالإضافة إلى جبال وسط وجنوب كاليفورنيا الساحليَّة، وشمال ولاية باها كاليفورنيا المكسيكية. كندور كاليفورنيا هو النوع الحيّ الوحيد حالياً من جنس غيمنوغيبس، على الرغم من أن هناك أنواعاً أخرى قبل تاريخية منه.
هذا الطائر حيوان قمام، يتغذى على كميات كبيرة من الجيف. ريشه أسود اللون، تتخلَّله خطوط بيضاء على الجانب السفليّ من الجناحين، أما الرأس فهو أصلع، ويتراوح لون جلده من الرماديّ عند الطيور اليافعة إلى الأصفر والبرتقالي الفاقع عند البالغة. يجعل باع جناحيه العملاق والبالغ 3 أمتار منه أضخم طيور أمريكا الشمالية على الإطلاق، وأما وزنه البالغ 12 كيلو غراماً يعادل تقريباً وزن التمّ البوَّاق بين طيور أمريكا الشمالية الأصلية. كما أنه يعد واحداً من أكثر الطيور تعميراً، إذ قد يصل عمره إلى 60 سنة. تتطلَّبُ فراخ الكندور الكاليفورنيّ ما بين 5 و 6 سنوات حتى تكتسي بريش البوالغ المُلوَّن، فتبدأ حياتها بريشٍ كامد يتحوَّل إلى ريشٍ مُلوَّن بعد كُل طرحٍ سنويّ. تنمو هذه بصورةٍ بطيئة للغاية، كما أنَّ مُعدَّل تفريخها بطيء جدًا، فلا تتناسل إلا بعد بلوغها عامها السادس، والأنثى تضعُ بيضةً واحدة فقط كل سنتين، غير أنَّها تضع أخرى إن أُزيلت الأولى، وإن أُزيلت هذه أيضًا تضع ثالثة، وقد تنبَّه العلماء لهذه الخاصيَّة فاستغلوها حتى يُكثروا الطيور الأسيرة.
انحدرت أعداد كندور كاليفورنيا بشكل هائل خلال القرن العشرين، نتيجة لعدة أسباب أبرزها الصَّيد غير القانوني والتسمُّم بالرصاص وتدمير بيئته الطبيعية. إلا أن مخطط إنقاذ أطلقته حكومة الولايات المتحدة الأمريكية نجحَ في أسر جميع الأفراد الإثنيّ وعشرين الباقية منه في البرية سنة 1987، وأُعيد إكثارها في حديقتي حيوان سان دييغو وحديقة حيوان لوس أنجلوس. عادت أعداد الطائر إلى الارتفاع بعد إعادة إكثاره في الأسر، وأُعيد استقدامه إلى البرية للمرة الأولى في سنة 1991، حيثُ أُطلق سراح عشرات الطيور في بضعة مواقع غربيّ الولايات المتحدة، مثل شمال باها كاليفورنيا. لكن مع ذلك لا زال يعدُّ كندور كاليفورنيا واحداً من أندر أنواع الطيور في العالم، ففي شهر ديسمبر من سنة 2011 لم يكن يوجد منه سوى 390 طائراً منهم 210 في البرية، ثم ازداد العدد قليلاً بحلول شهر مايو من سنة 2012 ليبلغ 405 طيور منها 226 في البرية. لدى كندور كاليفورنيا أهمية كبيرة في ثقافة الأمريكيين الأصليين، وله دور مهمّ في الكثير من أساطيرهم القديمة.

## التصنيف

### التأثيل

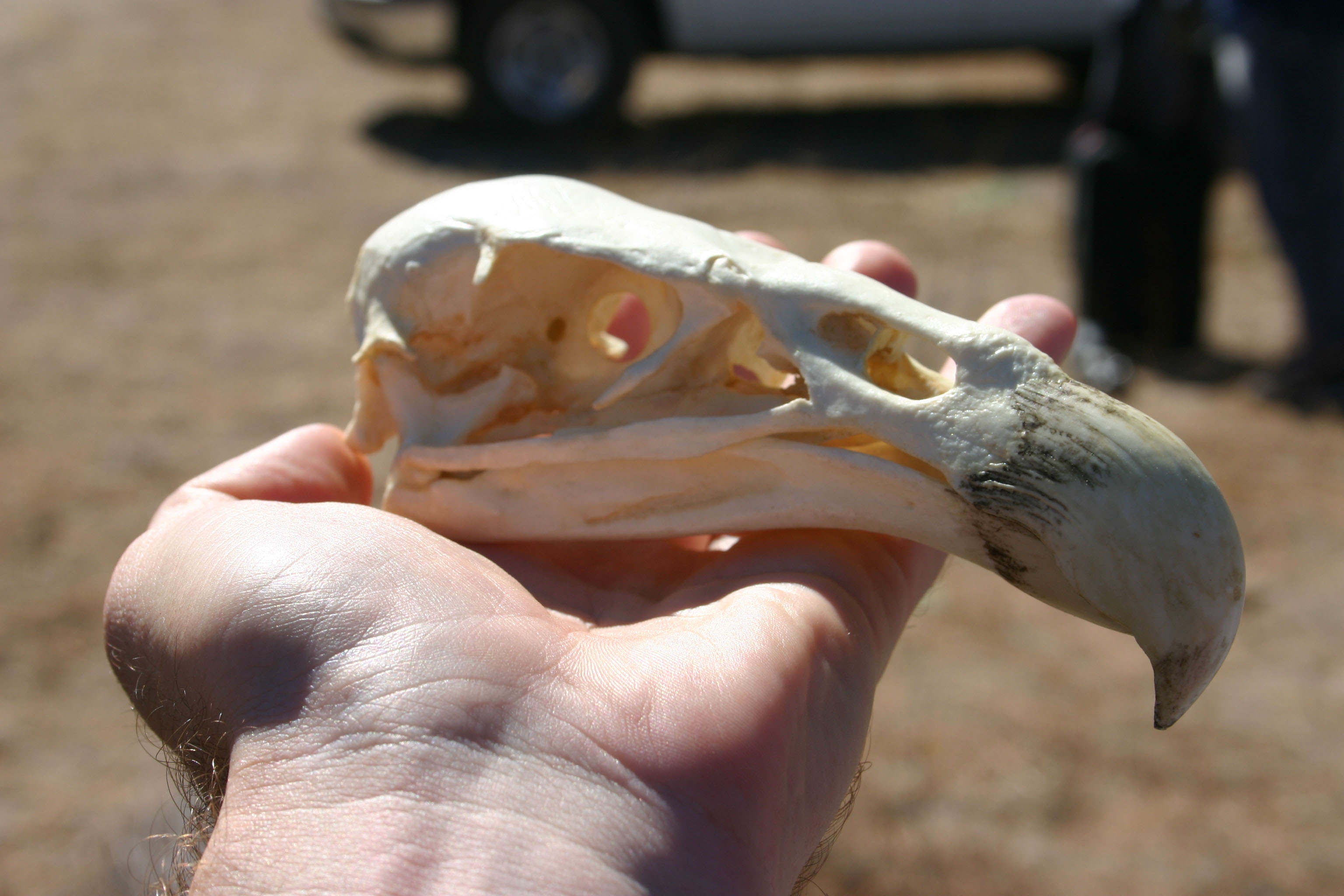
جمجمة كندور كاليفورني.

كان أول من وصف كندور كاليفورنيا هو الأحيائي الإنكليزي جورج شو في سنة 1797، مطلقاً عليه اسم «فولتور كاليفوريانوس» أي «النسر الكاليفورني» (باللاتينية: Vultur californianus). وقد صنف بالأصل في نفس جنس كندور الأنديز، لكنه فصل عنه لاحقاً ونقل إلى صنفه الخاص بسبب الاختلاف البسيط بينهما في المظهر وطول الأجنحة وميل ثانيهما إلى افتراس الحيوانات الصغيرة أكثر من الكبيرة. اسم الجنس «غيمنوغيبس» مشتق من الكلمتين اليونانيتين "γυμνος" (غيمنوس) أي «عاري» و"γυψ" (غيبس) أي «نسر»، وأما اسم النوع «كاليفوريانوس» أي «الكاليفورني» فهو نسبة إلى منطقة عيش النوع في ولاية كاليفورنيا الأمريكية. وأما كلمة كندور نفسها فهي مشتقة من الكلمة الكتشوية كونتور.

### الجدل التصنيفي

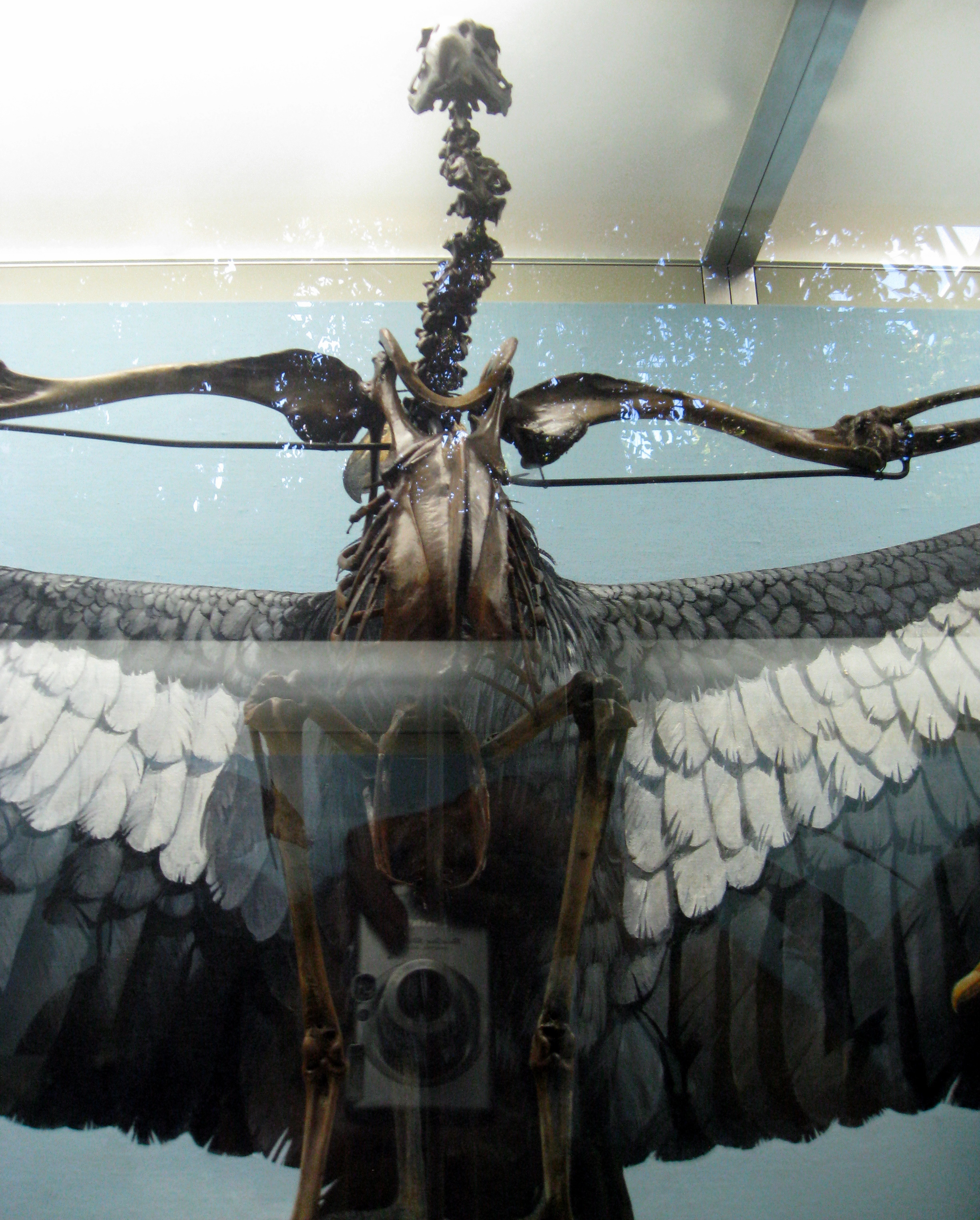
أحفورة لنوع "غيمنوغيبس أمبلوس" المنقرض.

لا زال الموضع التصنيفي الدقيق لكندور الأنديز وأنواع نسور العالم الجديد الستة الأخرى غير واضح. فمع أن نسور العالم القديم والجديد متشابهة كثيراً في المظهر والنمط الحياتي، فإن كلا منها تطورت من أسلاف مختلفين وفي أجزاء مختلفة من العالم، وهي ليست وثيقة الصلة ببعضها البعض. مدى الاختلاف بين الفصيلتين هو موضوع جدل كبير حالياً. وقد ذهب بعض المؤلفين القديمين نسبياً إلى أن نسور العالم الجديد أوثق صلة باللقلق منها بنسور العالم القديم، فيما يذهب بعض المؤلفين الحديثين إلى جمع الفصيلتين معاً في رتبة صقريات الشكل، بينما يميل آخرون إلى منحهم رتبة منفصلة هي رتبة نسور العالم الجديد. فصلت لجنة التصنيف جنوب الأمريكية نسور العالم الجديد عن رتبة اللقلقيات وصنفتها بدلاً من ذلك كصنف غير محدد، لكنها أشارت إلى أنه من الممكن مستقبلاً نقلها إلى رتبة صقريات الشكل أو نسور العالم الجديد.

### التاريخ التطوري
يعد جنس غيمنوغيبس مثالاً على بقايا الانتشار الجغرافي لنوع كان واسع الانتشار في يوم من الأيام. كان هذا الجنس خلال العصر البلستوسيني منتشراً في كافة أنحاء الأمريكيتين. وقد وصفت له عدة أنواع باستخدام الأحافير كانت تعيش في حقب ما قبل التاريخ، منها الكندور الفلوريدي «غيمنوغيبس كوفوردي» (باللاتينية: Gymnogyps kofordi) من العصر البلستوسيني المبكر، والبيرويّ «غيمنوغيبس هاورداي» (باللاتينية: Gymnogyps howardae) من العصر البلستوسيني المتأخر. وقد عثر أيضاً في رسوبيات من العصر البلستوسيني المتأخر في كوبا على كندور أطلق عليه اسم "Antillovultur varonai"، وصنف لاحقاً كنوع من أنواع جنس غيمنوغيبس. وقد يكون تحت نوع للكندور الكاليفورني.
كندور كاليفورنيا اليوم هو النوع الوحيد الناجي من جنس غيمنوغيبس، ولا توجد له أي تحت أنواع متفق عليها، ومع أن انتشاره الجغرافي تقلص كثيراً خلال عصر الهولوسين، فقد كانت أعداده دوماً صغيرة ومتوالدة داخلياً. لكن على الرغم من ذلك يوجد شكل منه يعود إلى العصر البلستوسيني المتأخر يعد أحياناً تحت نوع قبل تاريخي له، هو «غيمنوغيبس كاليفورنايوس أمبلوس» (باللاتينية: Gymnogyps californianus amplus)، وتصنيف هذا الشكل كنوع منفصل «غيمنوغيبس أمبولس» أم لا هو موضوع جدل حالياً. كان يقطن الغيمنوغيبس أمبلوس في أغلب مناطق الانتشار الجغرافي الحالية لكندور كاليفورنيا، بل إن انتشاره امتد حتى فلوريدا، غير أنه كان أكبر حجماً وبنفس وزن كندور الأنديز تقريباً، كما أن منقار الكندور الكاليفورني كان أعرض. لكن مع التغير المناخي الذي حصل خلال العصر الجليدي الأخير تقلصت أعداد غيمنوغيبس أمبلوس كثيراً، حتى تطور أخيراً إلى «غيمنوفيبس كاليفورنياس كاليفورنياس» (باللاتينية: Gymnogyps californianus californianus) الذي يعيش اليوم.

## الوصف

### الكِسوة

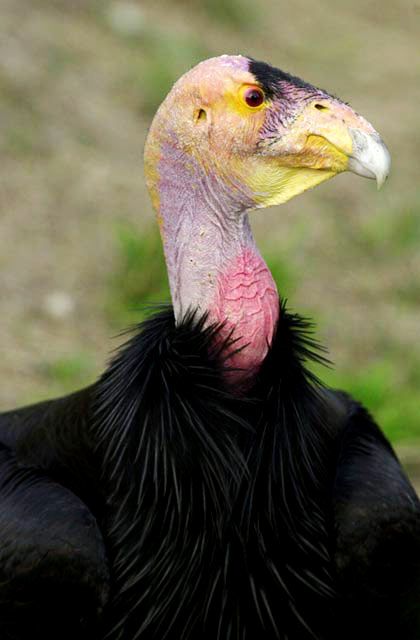
كندور كاليفورني بالغ.

لون الكندور الكاليفورني البالغ أسود بالكامل، ما عدى خطوط ثلاثية كبيرة بيضاء على الجانب السفلي من الجناحين. أرجله وأقدامه رمادية، ومنقاره عاجي اللون، وتطوق أسفل العنق مجموعة من الريش الأسود، وأما عيناه فهما حمراوتان بنيّتان. غالباً ما يكون لون الطيور اليافعة بنياً داكناً مرقشاً، فيما يكون الرأس أسوداً، وأما الخطوط على الجانب السفلي من ريش طيرانها فيكون رمادياً مرقشاً بدلاً من الأبيض عند البالغين.

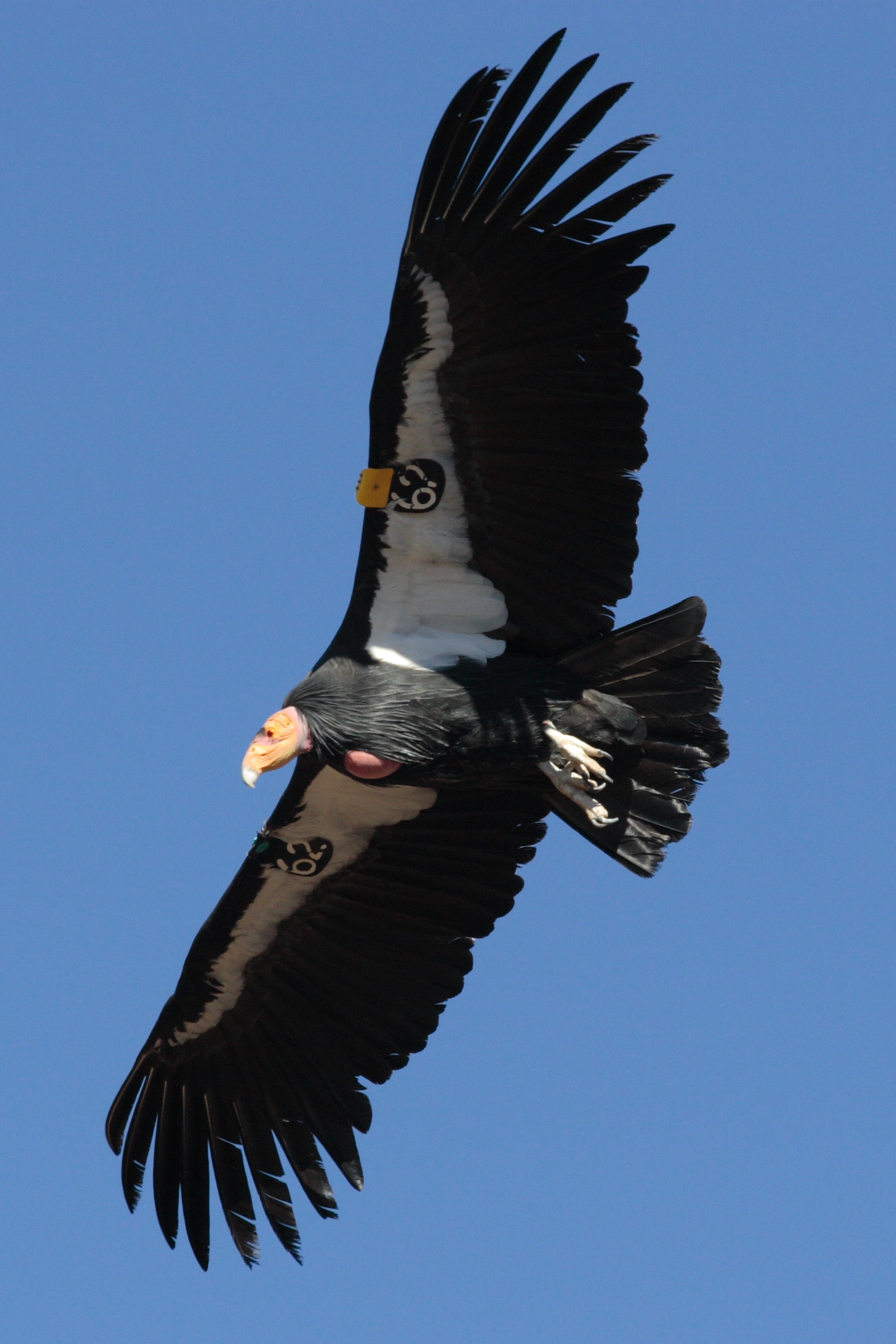
كندور بالغ يطير، وتظهر على الجانب السفلي من جناحيه الخطوط البيضاء، كما تظهر أجهزة تتبع مثبتة عليه.

رأس ورقبة كندور كاليفورنيا أصلعان تقريباً، وصلعهما هذا هو تكيف هدفه الحفاظ على نظافتهما، مما يعقّم الجلد ويعالج آثار تجفافه وتعرضه للأشعة فوق البنفسجية كما يحدث عند الارتفاعات العالية. يتراوح لون الجلد من المصفرّ إلى البرتقالي المحمرّ الفاقع. لا يملك كندور كاليفورنيا صوتاً حقيقياً أو أنغاماً معينة، فكل ما يمكنه إصداره من أصوات هو بعض الهسهسة أو الشخير، والتي لا يمكن سماعها إلا عند الاقتراب منه كثيراً.

### القد
ذكور كندور كاليفورنيا أكبر بقليل من إناثه، على عكس الحالة السائدة بين أغلب الطيور الجارحة. يتراوح طوله الكلي من 109 سنتيمترات إلى 140 سنتيمتراً، وباع جناحيه من 2.49 إلى 3 أمتار، ووزنه من 7 إلى 14.1 كيلوغراماً، فيما تتراوح تقديرات متوسط الوزن من 8 إلى 9 كيلوغرامات. وثق باع جناح يصل إلى 3.4 أمتار عند أفراد من كندور كاليفورنيا، لكن لم يتم التوثق من أي باع جناح فوق 3.05 أمتار. أغلب هذه القياسات مأخوذة من طيور نشأت في الأسر، لذا من الصعب تحديد ما إذا كانت توجد أي فروقات كبيرة في الحجم بين الطيور في الأسر والبرية.
لدى الكندور الكاليفورني أكبر باع جناح بين كل طيور قارة أمريكا الشمالية، ولا يتجاوزه في طول الجسد والوزن الكلي سوى التم البواق والتم الصامت المستقدم من خارج القارة. ويتجاوز البجع الأبيض الأمريكي والكركي الصياح كندور كاليفورنيا بالطول الكلي أيضاً. لكن مع ذلك فإن الكندور الكاليفورني ضخم جداً، لدرجة أنه يمكن الخلط بينه وبين طائرة صغيرة بعيدة تحلق في السماء.
إصبع قدم كندور الأنديز الأوسط طويل جداً، فيما أن إصبع قدمه الخلفي قصير للغاية، وعموماً فإن كل مخالب أصابعه مستقيمة وثخينة. ويجعل هذا أقدامه أكثر تكيفاً للمشي. وهذا التكيف أكثر شبهاً بأقاربها المفترضة اللقلق منه لنسور العالم القديم، التي تستعمل أقدامها كأسلحة للقتال.

## الانتشار والموطن

### الانتشار التاريخي

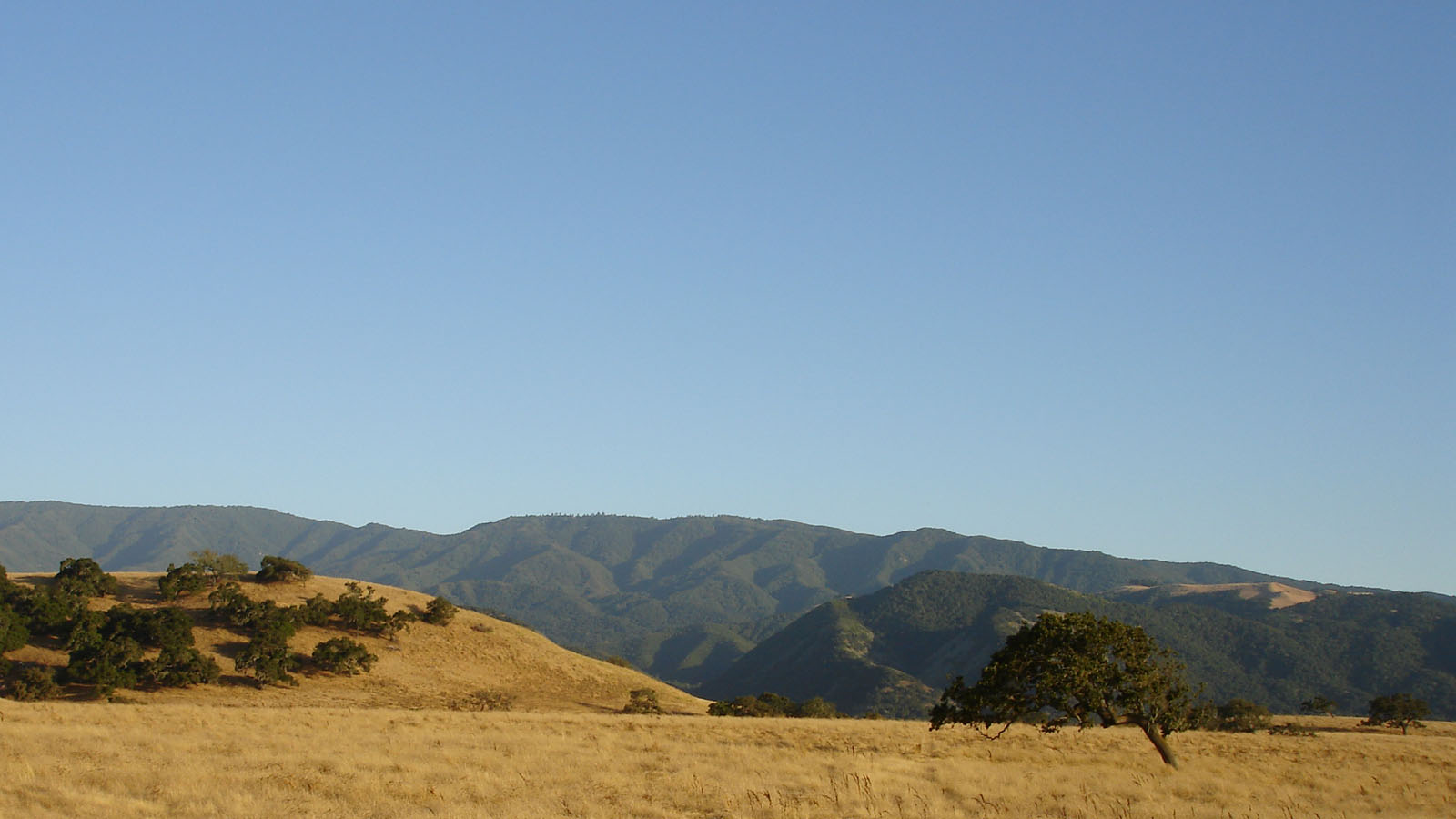
سافانا بلوط في كاليفورنيا، إحدى البيئات التي يقطنها كندور كاليفورنيا.

كان الكندور الكاليفورني عند بدء الاستيطان البشري في الأمريكيتين منتشراً في كافة أنحاء أمريكا الشمالية. لكن بعد التغيرات المناخية التي طرأت على الأرض عقب بدء العصر الجليدي الأخير وانقراض الحيوانات البلستوسينية الضخمة انحدرت أعداده وتقلص انتشاره الجغرافي كثيراً. وقد قطن الكندور الكاليفورني قبل 500 سنة فحسب الجنوب الغربي الأمريكي والساحل الغربي للولايات المتحدة، كما وثقت بقايا له في ولايات أريزونا ونيفادا والمكسيك الجديدة وتكساس. وقد وثقت بعثة لويس وكلارك في مطلع القرن التاسع عشر مشاهدة واصطياد نسور من الكندور الكاليفورني قرب نهر كولومبيا.

### الموطن الطبيعي
يعيش كندور كاليفورنيا في الأدغال الصخرية والغابات الصنوبرية وسافانا البلوط. وكثيراً ما يشاهد قرب الجروف أو الأشجار الكبيرة، التي يبني أعشاشه عليها. ولكل طائر منطقة كبيرة، ويمكن أن يسافر مسافات تصل إلى 250 كيلومتراً بحثاً عن الجيف.
هناك ملجآن طبيعيان مخصصان للكندور الكاليفورني، هما ملجأ كندور سيكسكوك في برية سان رافيل، وملجأ كندور سيسبي في غابة لوس بإدريس الوطنية. وقد اختير هذان الموقعان لأهميتهما الجوهرية للكندور الكاليفورني كبيئات للتكاثر.

## البيئة والسلوك

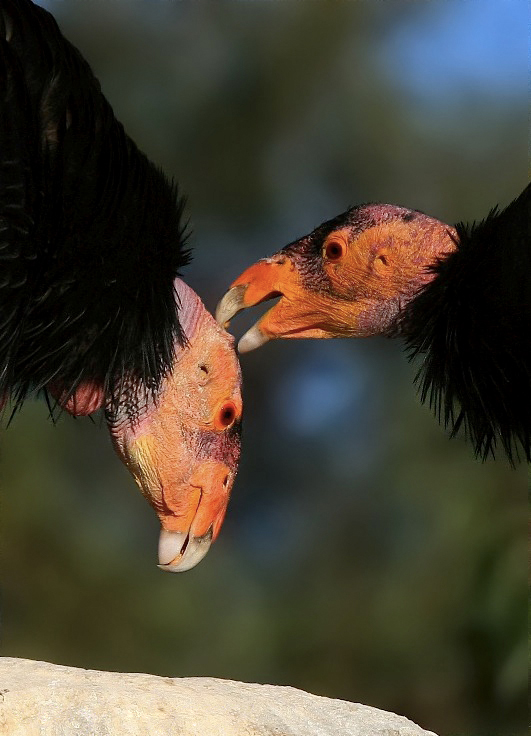
طيور كندور كاليفورني تتساعد على تنظيف ريشها، وهي عادة شائعة عند هذا الطائر.

حركة كندور كاليفورنيا رشيقة إلى حد بعيد عندما يطير، وهو يفتقر إلى عظم القص، لكن ذلك للسماح لعضلات طيرانه الكبيرة بشغل مساحة أكثر في المقابل. وهو يرفرف بجناحيه عندما يقلع من الأرض، لكن بعد أن يبلغ ارتفاعاً معتدلاً يكتفي على الأغلب بالزحلقة على الهواء دون رفرفتهما كثيراً، وأحياناً يحلق لكيلومترات دون أن يرفرفهما رفرفة واحدة. يطير الكندور الكاليفورني بسرعة تصل إلى 90 كيلومتراً في الساعة، وعلى ارتفاع يصل إلى 4,600 متر عن مستوى البحر. وهو يحب الجثم على القمم العالية، حيث يمكنه تناول طعامه دون الحاجة إلى الكثير من رفرفة الأجنحة للبقاء متوازناً. كثيراً ما تحلق هذه الطيور حول الجروف الصخرية، مستخدمة العمود الدافئ لمساعدتها في البقاء محلقة.
يعمر الكندور الكاليفورني طويلاً، فقد يعيش حتى عمر 60 سنة. وإذا عاش حتى سن البلوغ فلن تبقى أمامه أي تهديدات طبيعية لحياته تقريباً عدى البشر. يستحم هذا الطائر كثيراً، وقد يمضي ساعات طويلة من اليوم في تنظيف ريشه. وهو يستخدم طريقة التبريد بالفضلات بالتغوط على قدميه لخفض حرارة جسده، عندما ترتفع درجة الحرارة. توجد بنية اجتماعية متطورة في مجموعات الكندور، غير أنه توجد منافسة بينها تحدد ترتيبها في الهرم الاجتماعي، وذلك له دور في ترتيب الأكل عند قتل فريسة مثلاً. ومن الطرق التي يحدد فيها هذا الترتيب الاستعراضات الجسدية والصوتية.

### الغذاء

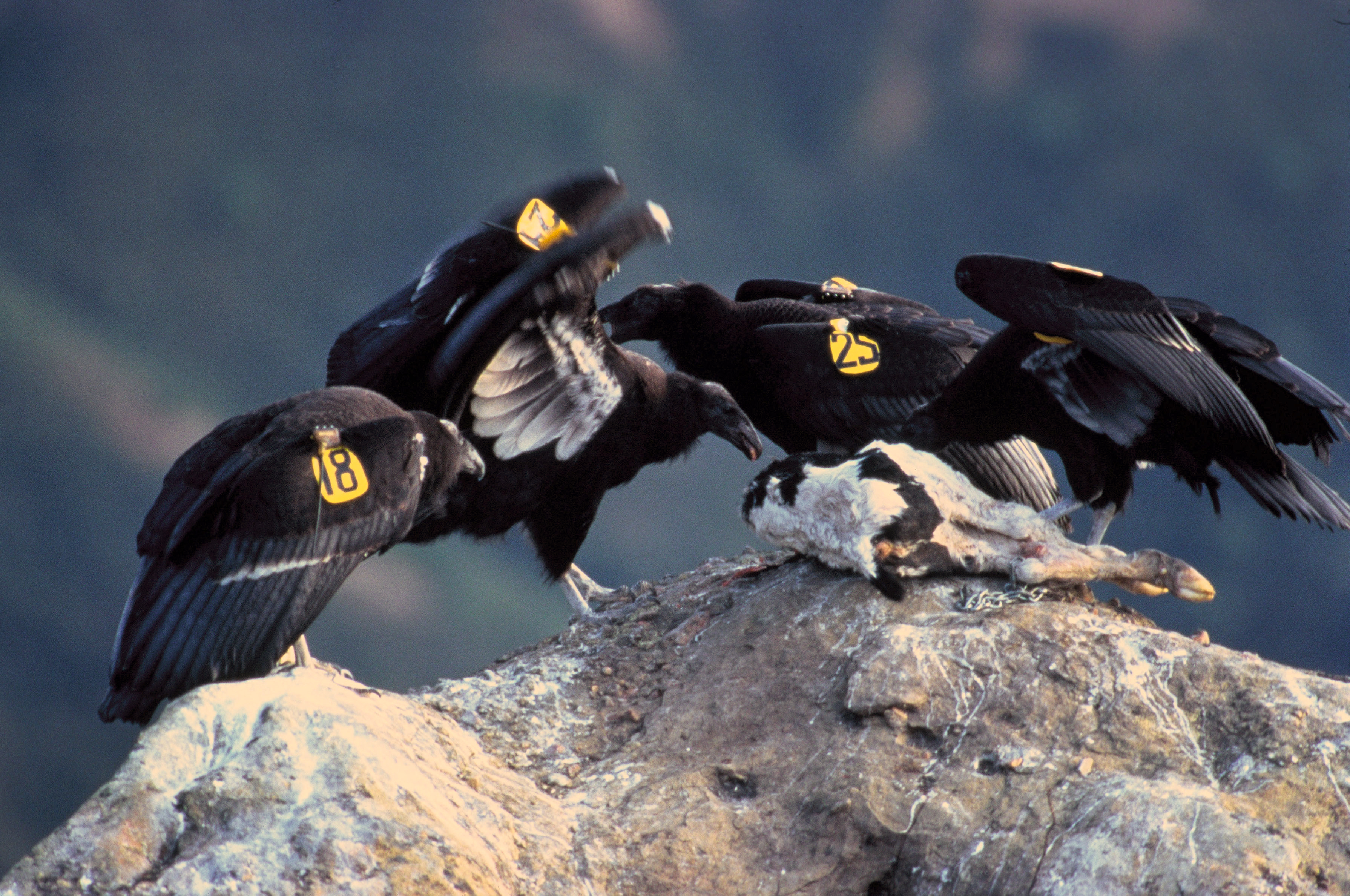
طيور يافعة تتغذى معاً على جيفة.

يقطن الكندور الكاليفورني في البرية مناطق واسعة، فكثيراً ما يسافر مسافات تصل إلى 250 كيلومتراً بحثاً عن الجيف. ويعتقد أنه في الأيام الأولى من تواجده كنوع عاش بالاقتيات على جيف الحيوانات الضخمة التي باتت منقرضة اليوم في قارة أمريكا الشمالية. ولا زالت تفضل جيف الثدييات البرية الكبيرة، مثل الأيل والماعز والخروف والحمار والحصان والخنزير وأسد الجبال والدب والبقرة. ويمكن أيضاً أن يتغذّوا على الأرانب وذئاب البراري والثدييات البحرية مثل الحيتان وأسد البحر الكاليفورني، أو حتى أسماك السلمون. ونادراً ما يتغذى الكندور الكاليفورني على جيف الزواحف أو الطيور. بما أن هذه الطيور لا تملك حاسة شم فهي تعثر على هذه الجيف بملاحقة الحيوانات القمامة الأخرى، مثل العقبان والنسور الصغيرة، ولا يمكن لثانيهما أن يمزق الجلد القاسي لجيف الحيوانات الكبيرة بكفاءة الكندور الكبير. عادة ما يطرد الكندور الكاليفورني القمامات الأخرى عندما يعثر على جيفة، باستثناء الدببة التي يتجاهلها، والعقبان الذهبية التي يمكنها أن تقاتل كندوراً من أجل جيفة. والكندور الكاليفورني مفترس متقطع في البرية، فقد يقضي في الكثير من الأحيان أياماً أو أسابيع دون طعام.

### التكاثر

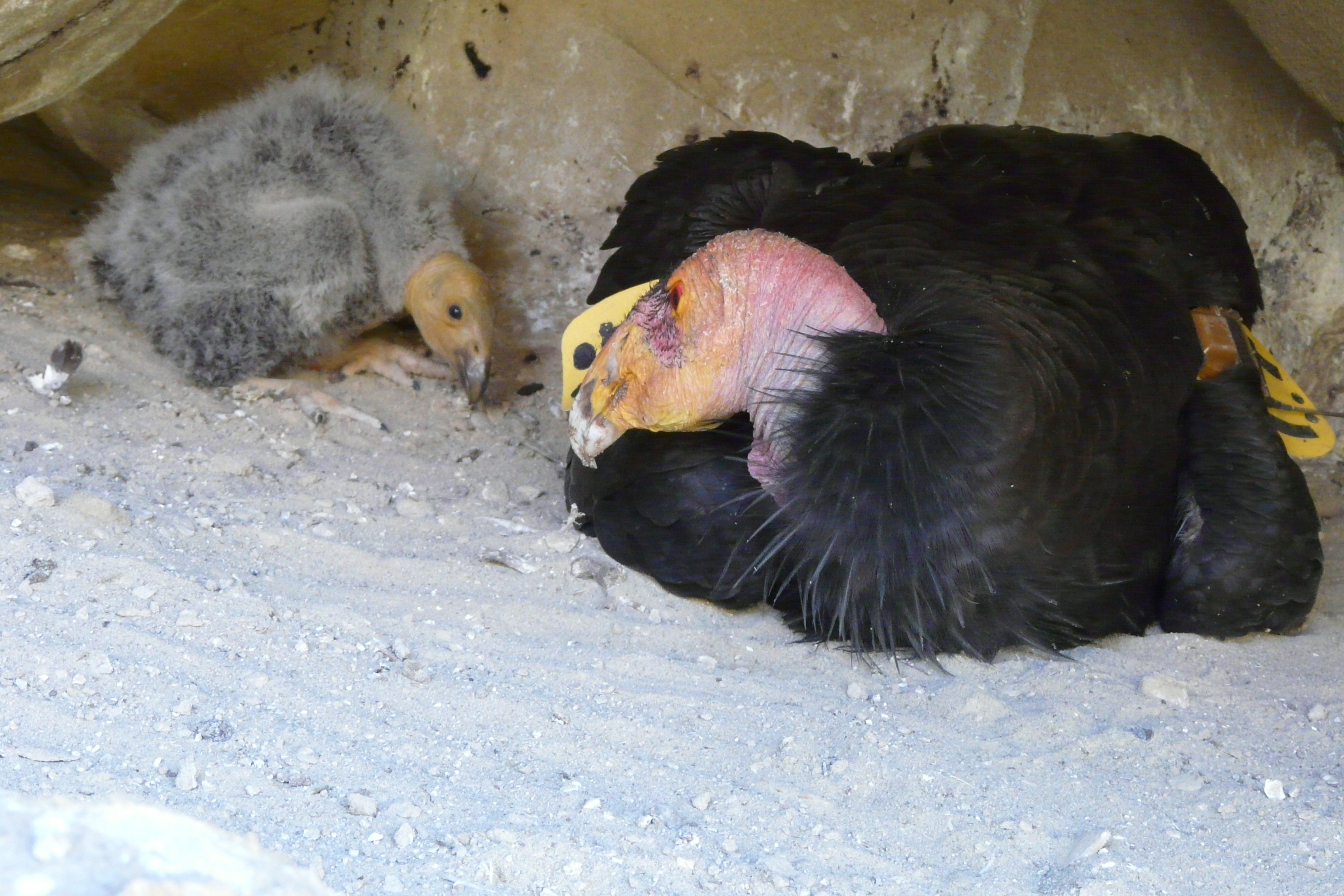
طائرٌ بالغ مع فرخ يبلغ من العمر 30 يومًا في كهف بمأوى جبل هوبر للحياة البرية في كاليفورنيا.

يبدأ الكندور الكاليفورني بالبحث عن زوجة عندما يصل مرحلة النضج الجنسي في عمر الستة أعوام. ويقدم الذكر عروضاً ليجذب الإناث إليه. ويقوم خلاله بإدارة رأسه ونفث ريش عنقه، ثم يفرد جناحيه ويقترب من الأنثى ببطء. وإذ أحنت الأنثى رأسها تكون قد وافقت، ويصبحان زوجين مدى الحياة. يصنع الزوجان عشاً بسيطاً في كهف أو على جرف صخري، خصوصاً الجروف التي تجاورها أشجار مرتفعة أو مساحات فارغة للهبوط فيها. تضع الأنثى بعد التزاوج بيضة بيضاء مزرقة واحدة كل سنة، ويمكن أن توضع البيوض في أي وقت بين شهري يناير وأبريل. يبلغ وزن كل بيضة نحو 280 غراماً، فيما يتراوح طولها من 90 إلى 120 سنتيمتراً ويبلغ عرضها حوالي 67 سنتيمتراً. وإذا ما فقدت البيضة أو الفرخ لسبب ما فهي تستبدل ببيضة جديدة تضعها الأنثى. ويستفيد الباحثون من هذا السلوك عند كندور كاليفورنيا لمضاعفة معدل تكاثره في الأسر، حيث يأخذون البيضة الأولى من متناول يد الوالدين، فيضعان بيضة ثانية، وعادة ما يُسمَح لهما برعايتها في هذه المرة.
تفقس البيوض بعد فترة حضانة تدوم 53 إلى 60 يوماً، ويشارك في حضن البيض خلالها كلا الوالدين. تولد الفراخ وعيونها مفتوحة، وقد تأخذ أحياناً ما يصل إلى أسبوع لتفقس من بيضتها بالكامل. تظل طيور كندور كاليفورنيا اليافعة مغطاة بريش رمادي حتى تصبح بحجم الطيور البالغة تقريباً. وهي تصبح قادرة على الطيران بعد ستة أشهر تقريباً من التفقيس، غير أنها تستمر بالعيش والتغذي مع والديها حتى تبلغ العامين، ووقتها يحل فرخ جديد مكانها. الغراب الأسحم هو المفترس الأساسي الذي يتغذى على بيوض الكندور الكاليفورني، فيما أن العقاب الذهبية والدببة هي المفترسات الأساسية لصغاره.

## الحماية

### الحالة الحمائية

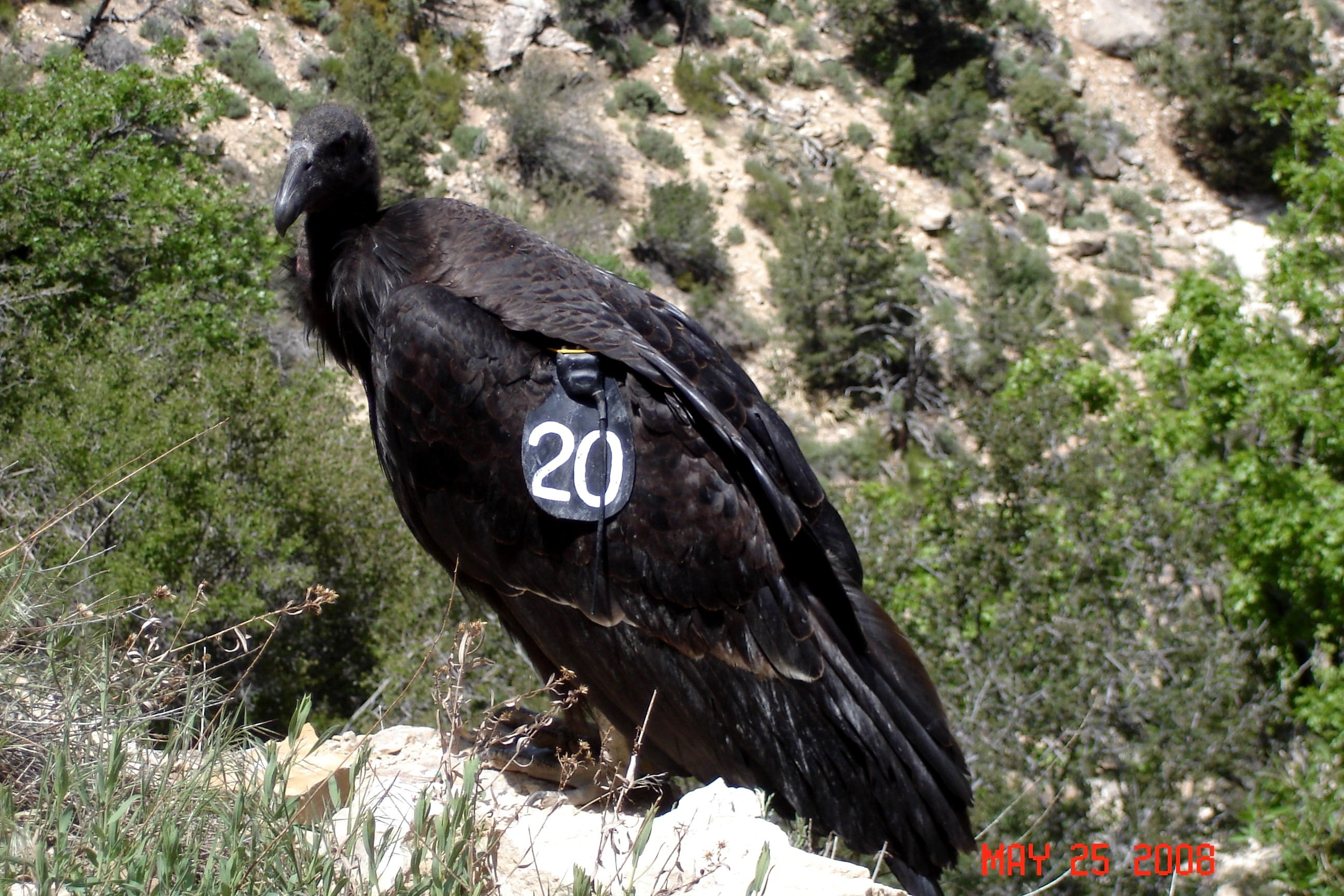
طير يافع في الوادي العظيم، ويظهر عليه رقمه التسلسليّ الذي يميز به.

ساهمت أسباب عديدة حديثاً في انحدار أعداد الكندور الكاليفورني. فمعدل تكاثره المنخفض (صغير لكل عش) وعمر النضج الجنسي المتأخر عنده يجعلانه شديد الحساسية لأي تهديدات بشرية. ومما يهدد هذا الطائر بشدة ظاهرة الصيد غير القانوني (خصوصاً من أجل جمع عينات وبيعها للمتاحف)، والتسمم بالرصاص (من أكل جيف حيوانات في داخلها طلقات رصاص)، والتسمم بثنائي كلورو ثنائي فينيل ثلاثي كلورو الإيثان، وخطوط الطاقة الكهربائية، وجمع البيوض، وتدمير البيئة الطبيعية. بل وقد كانت تستخدم بعض طيور الكندوري الكاليفورني خلال حمى الذهب في كاليفورنيا كحيوانات أليفة. كما أن السبب الأساسي في وفاة صغار الكندور بالأعشاش يعود إلى تسمم الوالدين بالطعام الضار، الذي ينقلانه إلى صغيرهما خلال إطعامه.
وبالإضافة إلى هذا فإن رعاة الماشية الذين شاهدوا الكندور الكاليفورني يتغذى على صغار ماشيتهم الميتة ظنوا أن هذا الطائر يقتل الماشية. وقد تسبب هذا التصور الخاطئ للأمر بانقراضه في بعض أجزاء غربي الولايات المتحدة الأمريكية. وقد كان هذا الاعتقاد سائداً وراسخاً جداً، لدرجة أن بعض المزارعين وقفوا بشدة في وجه برامج إعادة استقدام الطائر إلى الأخدود العظيم، الذين اعتقدوا خطأ أنه يصطاد العجول والحملان.
حدثت وفيات غير متوقعة بين طيور الكندور الكاليفورني حديثاً بسبب تقابله مع العقبان الذهبية أو لمسه خطوط الطاقة أو العنف الهوائية، أو لعوامل أخرى كالتسمم بالرصاص. وقد دربت طيور الكندور الكاليفورني في الأسر ابتداءً من سنة 1994 لتجنب خطوط الطاقة والبشر، وقد انخفض معدل الوفيات بين هذه الطيور بسبب لمس خطوط الكهرباء منذ بدء تطبيق هذا البرنامج بشدة. وأما التسبب بالرصاص فهو ينجم عن بقايا الرصاصات السامة المتبقية داخل جثث الحيوانات المتروكة المقتولة في الصيد، وهي مشكلة ضخمة بالنسبة للكندور بشكل خاص لأن عصاراته الهضمية قوية جداً، فيما أن بقايا الرصاص المسمم هذه لا تمثل مشكلة كبيرة بالنسبة للطيور القمامة الأخرى مثل البغاث والغراب الأسحم التي ليست لديها عصارات هضمية قوية. وقد رفعت جمعية بيئية هذه القضية في كاليفورنيا، وصيغ على إثرها مشروع قانون دخل حيز التنفيذ في الأول من يوليو سنة 2008 يمنع الصيادين من استخدام الرصاص المسمم في الصيد بمناطق انتشار الكندور الكاليفورني. وقد ساعد القانون في حماية الأنواع الأخرى من الطيور غير الكندوري الكاليفورني، فقد انخفضت نسبة الوفيات بين العقبان الذهبية والبغاث أيضاً بعد بدء تطبيقه.

### مخطط إعادة إكثار كندور كاليفورنيا

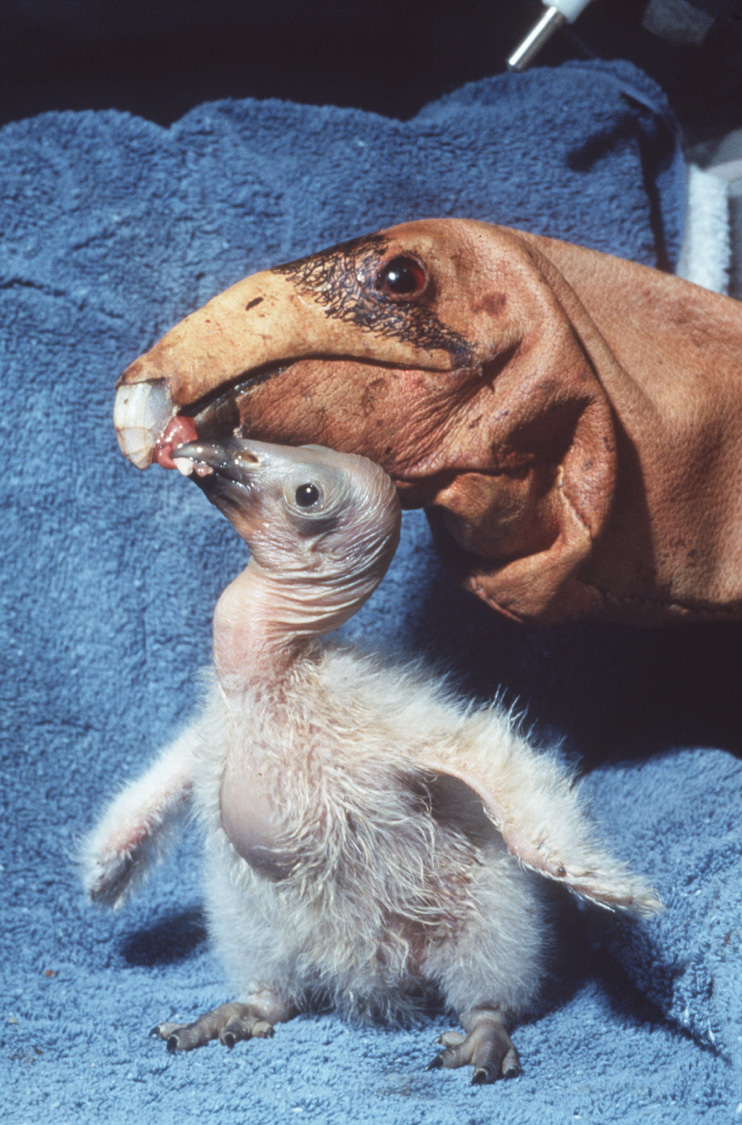
إطعام صغار الكندور بدمى جورب، لتجنب تطبيعها على البشر.

بدأ - مع استمرار انحدار أعداد الكندوري الكاليفورني - نقاش حول بدء برنامج إكثار في الأسر له. وقد قال معارضو المخطط أن للكندور حق الحرية، وأن أسر كل الأفراد المتبقين منه سيسبب تغيراً أبدياً في بيئته الطبيعية، وأن العواقب ستكون وخيمة جداً. غير أن المشروع لاقى قبول حكومة الولايات المتحدة الأمريكية الفيدرالية وانتهت عملية أسر الطيور المتبقية في عيد القيامة سنة 1987، عندما قبض على "AC-9"، آخر كندور بري متبقٍ. وعندها لم يكن هناك سوى 22 كندور في العالم، جميعهم في الأسر.
كان هدف مخطط إعادة إكثار كندور كاليفورنيا تأسيس منطقتي انتشار جغرافي جديدتين منفصلتين للكندور، واحدة في كاليفورنيا والثانية في أريزونا، وفي كل منها 150 طائراً وما لا يقل عن 15 زوجاً قادراً على التكاثر. وقد ازداد عدد مواقع الإطلاق مع التقدم نحو تحقيق هذا الهدف، وتوجد حالياً ثلاث مواقع إطلاق نشطة في كاليفورنيا وواحد في أريزونا وواحد في المكسيك.
قادت حديقتا حيوانات سان دييغو ولوس أنجلوس برنامج الإكثار. وقد بدأ البرنامج بداية بطيئة بسبب عادات تكاثر الكندور الكاليفورني. لكن الأحيائيين بدؤوا بالاستفادة من خاصية البيضة المضاعفة عند الطائر، حيث يقومون بأخذ البيضة الأولى من العش فيضع الوالدان بيضة جديدة.
مع نمو أعداد الكندور مجدداً بدأ اهتمام الباحثين بالتركيز على إعادة إطلاقها في البرية. بدأت المؤسسة الأمريكية للأسماك والحياة البرية في سنة 1988 على إثر أسر كل الطيور الباقية في البرية من كندور كاليفورنيا بتجربة إعادة استقدام، تشمل إطلاق طيور كندور أنديز مأسورة إلى البرية في ولاية كاليفورنيا الأمريكية. ولم تُطلَق سوى الإناث لضمان عدم إمكانية استقدام نوع كندور الأنديز جنوب الأمريكي إلى الولايات المتحدة بالخطأ. وقد نجحت التجربة، وأعيد أسر كل طيور كندور الأنديز في كاليفورنيا مجدداً ثم أطلقت في أمريكا الجنوبية قبل بدء إعادة استقدام كندور كاليفورنيا. أطلق الكندور الكاليفورني مجدداً في كاليفورني في سنتي 1991 و 1992، ثم مجدداً في سنة 1996 بأريزونا قرب الوادي العظيم. ومع أن معدل التكاثر لا زال منخفضاً في البرية، فإن أعدادها تزداد بانتظام بإطلاق الطيور المكثرة بالأسر المستمرّ.

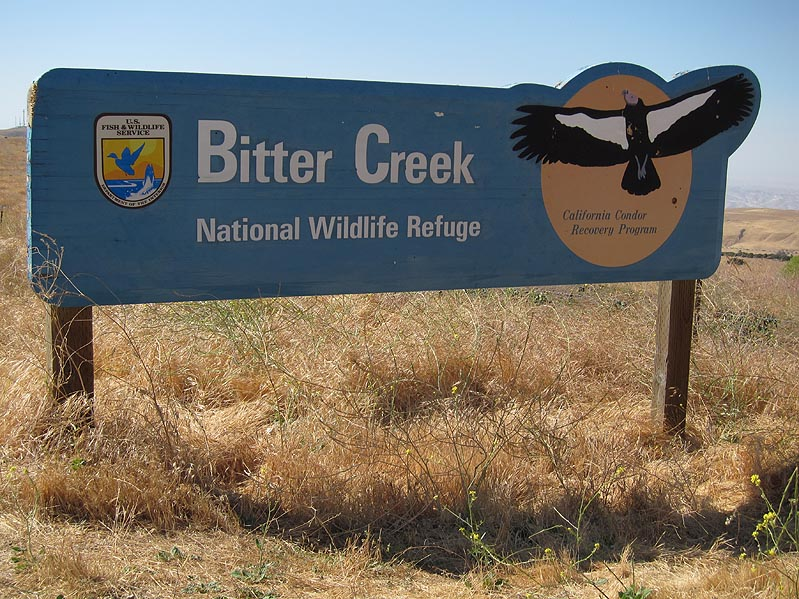
لوحة "ملجأ بيتر كريك الوطني للحياة البرية" في كاليفورنيا بالولايات المتحدة الأمريكية.

قد يكون مشروع حماية كندور كاليفورنيا واحداً من أكثر مشاريع الحماية وإعادة الإكثار تكلفة في تاريخ الولايات المتحدة الأمريكية. حيث بلغت تكلفته أكثر من 35 ميلون دولار أمريكي منذ الحرب العالمية الثانية، منها 20 ميلوناً صرفت في التمويل الفيدرالي والحكومي. بلغت التكلفة السنوية للبرنامج حسب تقدير سنة 2007 حوالي مليوني دولار. ومع ذلك فقد حققت طيور الكندور المعادة استقدامها عدة أرقام قياسية منذ إطلاقها. ففي سنة 2003 نبت ريش أول كندور كاليفورني في البرية منذ سنة 1981. وفي شهر مارس سنة 2006 بنى زوج من الكندور - كانت قد أطلقتهما جمعية فينتانا للحياة البرية - عشاً في تجويف شجرة قرب بيغ سور بكاليفورنيا، وكانت تلك المرة الأولى التي يشاهد فيها كندوران يبنيان عشاً ويضعان البيض في شمال كاليفورنيا منذ أكثر من 100 سنة.
وفي شهر نوفمبر من سنة 2011 كان هناك 394 كندور كاليفورني في العالم، منهم 205 في البرية، والباقي موزعون على حدائق حيوان سان دييغو ولوس أنجلوس وأريغون والمركز العالمي للطيور الجارحة في بويسي، أيداهو. وقد بلغ عدد طيور الكندور في ولاية كاليفورنيا حوالي 100 طائر في شهر أكتوبر من سنة 2010، بالإضافة إلى 73 كندوراً في أريزونا. وقد بلغ عدد الطيور الحية في شهر مايو سنة 2012 نحو 405 طيور، منها 179 في الأسر.
نجح إطلاق خامس لطيور الكندور الكاليفورني في حديقة سييرا دي سان بيدرو مارتير الوطنية في ولاية باها كاليفورنيا بالمكسيك، وكانت قد سبقته ثلاث إطلاقات في كاليفورنيا (عند بيغ سور ونصب بيناكلس الوطني وملجأ بيتر كريك الوطني للحياة البرية) وإطلاق في أريزونا (عند جروف فيرمليون). وضع كندور كاليفورني في أوائل سنة 2007 في المكسيك للمرة الأولى منذ ثلاثينيات القرن العشرين على أقل تقدير. وقد عادت أعداد الكندور للارتفاع بعد برامج إعادة الإكثار هذه. وقد ولد في ربيع سنة 2009 فرخ جديد في البرية بحديقة سييرا دي سان بيدرو مارتير الوطنية، وقد أطلق عليه مسؤولو البرنامج اسم «إنياء» (أي الشمس بلغة كيليوا).

## في الثقافة الإنسانية
كان الكندور الكاليفورني دوماً موضوعاً مهماً للأساطير ورمزاً هاماً بالنسبة للأمريكيين الأصليين. وهو يلعب أدواراً هامة في الكثير من قصص وحكايات القبائل شمال الأمريكية الأصلية.
تقول قبيلة وييوت في كاليفورنيا أن الكندور الكاليفورني أعاد خلق الجنس البشري بعد أن قام عجوز من السماء بالتخلص منهم عن طريق فيضان عظيم. غير أن بعض القبائل الأخرى مثل قبيلة المونو بكاليفورنيا أيضاً صورت الكندور ككائن مدمر، لا خالق. فهي تعتقد أنه أسر البشر، وقطع رؤوسهم، وسفك دمائهم حتى أصبح من الممكن أن يملأ جحور سنجاب الأرض. ويعتقدون أن الكندور أسر بعد ذلك سنجاب الأرض الذي أغرقه، غير أن سنجاب الأرض تمكن من قطع رأس الكندور عندما اقترب لتجرع حفنة من الدماء. وأما قبيلة اليوكوت فقد اعتقدت أن الكندور كان يأكل القمر أحياناً، مؤدياً إلى حدوث الدورة القمرية، فيما تسببت أجنحته بحدوث ظاهرتي الخسوف والكسوف. وقد اعتقدت قبيلة تشوماش في جنوب كاليفورنيا أن الكندور الكاليفورني كان طائراً أبيض في يوم من الأيام، غير أنه أصبح أسود اللون عندما حلق بالقرب من النار.
عثر على عظام الكندور الكاليفورني في مقابر تعود للأمريكيين الأصليين، الذين كانوا أيضاً يغطون رؤوسهم بحزم من ريشه. كما اكتشفت رسومات كهوف للكندور. وقد تضمنت طقوس بعض القبائل الأمريكية الأصلية قتل الكندور لصنع ملابس للبشر من ريشه، وسط احتفالات كبيرة. وقد كان الشامانات يرقصون بعد ذلك وهم يرتدون هذه الملابس ليصلوا العالمين الروحيَّين، السفلي والعلوي، وفق معتقداتهم. وقد كان يقال أن ملابس أي شامان يموت تصبح ملعونة، لذا فلا بد من صنع ملابس جديدة لسلفه. ويعتقد بعض العلماء أن عملية صنع الملابس هذه من ريش الكندور الكاليفورني ساهمت في انحدار أعداده.